# Pasy kandidátských států Evropské unie
V 80. letech 20. století začaly členské státy Evropské unie harmonizovat formát svých pasů, jejich bezpečnostní prvky a biometrické údaje.
Většina pasů vydávaných členskými státy EU má společné doporučené rozložení; vínový obal se slovy „Evropská unie“ doprovázenými názvem vydávajícího členského státu vytištěným na obálce.

## Kandidátské státy

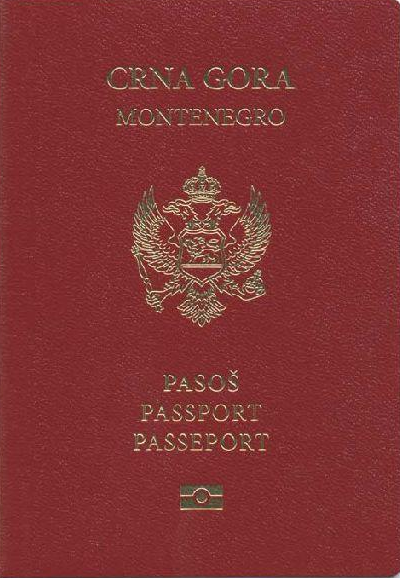
Přední obálka moderního černohorského biometrického pasu.

- Přední obálka moderního černohorského biometrického pasu. Albánie
- Černá Hora
- Moldavsko
- Severní Makedonie
- Srbsko
- Turecko
- Ukrajina

## Vlastnosti

### Celkový formát
- Formát papíru B7 (ISO/IEC 7810 ID-3, 88 mm × 125 mm)
- 32 stránek (častým cestujícím lze vydat pasy s více stránkami)
- Barva obalu: vínově červená nebo modrá

### Obal
Informace na obálce v tomto pořadí v jazyce (jazycích) vydávajícího státu:
- Název vydávajícího státu
- Státní znak
- Slovo „PAS“
- Symbol biometrického pasu:

### První strana
Informace na první stránce v jednom nebo více jazycích:
- Název vydávajícího státu
- Slovo „PAS“
- Sériové číslo (může se opakovat i na dalších stránkách)

### Identifikační stránka
Informace na (případně laminované) identifikační stránce v jazycích vydávajícího státu plus v angličtině a francouzštině:
1. Příjmení
2. Jméno
3. Státní občanství
4. Datum narození
5. Pohlaví
6. Místo narození
7. Datum vydání
8. Datum skončení platnosti
9. Vydávající úřad
10. Podpis držitele

### Následující stránka
Nepovinné informace na následující stránce:
1. Trvalé bydliště
2. Výška
3. Barva očí
4. Jméno při narození (pokud nyní používáte jiné příjmení nebo jste si legálně změnili jméno)

### Zbývající stránky
- Následující stránka je vyhrazena pro:
  - Podrobnosti týkající se manžela/manželky držitele pasu (je-li vydán rodinný pas)
  - Údaje o dětech doprovázejících držitele (jméno, datum narození, pohlaví)
  - Fotografie tváří manžela a dětí
- Následující stránka je vyhrazena pro použití vydávajícími orgány
- Zbývající stránky jsou vyhrazeny pro víza
- Vnitřní zadní obálka je vyhrazena pro další informace nebo doporučení vydávajícího státu v jeho vlastním úředním jazyce (jazycích)

## Přehled pasů vydávaných kandidátskými státy EU
| Kandidátské státy | Obal pasu | Vízová povinnost | Cena | Doba platnosti                          | Vydávající orgán      | Nejnovější verze |
| ----------------- | --------- | ---------------- | --- | --------------------------------------- | --------------------- | ---------------- |
| Albánie           |           |                  | - 7 500 ALL (~ 1 574 Kč) | - 5 nebo 10 let                         | - Ministerstvo vnitra | 2015             |
| Černá Hora        |           |                  | - 40 EUR (~ 1 026 Kč) | - 10 let                                | - Ministerstvo vnitra | 2008             |
| Severní Makedonie |           |                  | - 2300 MKD (~ 930 Kč) starší než 27 let - 1700 MKD (~ 690 Kč) ve věku 4-27 let - 1600 MKD (~ 650 Kč) ve věku 0-4 let                                                           | - 5 nebo 10 let (ve věku 27 a více let) | - Ministerstvo vnitra | 2019             |
| Srbsko            |           |                  | - 3600 RSD (~ 786 Kč) - 4200 RSD (~ 917 Kč) (pokud žádáte o výměnu poškozeného pasu dříve než 7 měsíců před datem vypršení platnosti)                                          | - 10 let                                | - Ministerstvo vnitra | 7. července 2008 |
| Turecko           |           |                  | - 164,55 TRY (~ 412 Kč) na 6 měsíců - 207,20 TRY (~ 519 Kč) na 1 rok - 292,65 TRY (~ 732 Kč) na 2 roky - 385,25 TRY (~ 964 Kč) na 3 roky - 513,40 TRY (~ 1 285 Kč) na 4–10 let | - 6 měsíců - 1 - 10 let                 | - Ministerstvo vnitra | 1. června 2010   |

## Vízová povinnost pro státní příslušníky kandidátských států EU pro cesty do EHP, Spojených států a Kanady
Kandidátské země mají různé vízové dohody s členy schengenského prostoru a CTA, jakož i s USA a Kanadou. Následující tabulka podrobně popisuje vízové požadavky:
| Stát              | Aktuální stav kandidáta | Schengenský prostor | Common Travel Area Velká Británie a Irsko | USA - ESTA       | Kanada           |
| ----------------- | ----------------------- | ------------------- | ----------------------------------------- | ---------------- | ---------------- |
| Albánie           | Kandidát                | bez víz na 90 dní   | VYŽADOVÁNO VÍZUM                          | VYŽADOVÁNO VÍZUM | VYŽADOVÁNO VÍZUM |
| Černá Hora        | Vyjednávání             | bez víz na 90 dní   | VYŽADOVÁNO VÍZUM                          | VYŽADOVÁNO VÍZUM | VYŽADOVÁNO VÍZUM |
| Severní Makedonie | Kandidát                | bez víz na 90 dní   | VYŽADOVÁNO VÍZUM                          | VYŽADOVÁNO VÍZUM | VYŽADOVÁNO VÍZUM |
| Srbsko            | Vyjednávání             | bez víz na 90 dní   | VYŽADOVÁNO VÍZUM                          | VYŽADOVÁNO VÍZUM | VYŽADOVÁNO VÍZUM |
| Turecko           | Vyjednávání             | VYŽADOVÁNO VÍZUM    | VYŽADOVÁNO VÍZUM                          | VYŽADOVÁNO VÍZUM | VYŽADOVÁNO VÍZUM |

## Současná agenda rozšiřování EU

Členské státy
Kandidáti: Albánie, Černá Hora, Severní Makedonie, Srbsko a Turecko
Uznávány EU jako potenciální kandidáti, kteří dosud nepožádali o členství: Bosna a Hercegovina a Kosovo (postavení sporné).

Rozšíření Evropské unie znamená přistoupení nových členských států. Vše to začalo s Vnitřní šestkou, která v roce 1952 založila Evropské společenství uhlí a oceli (předchůdce EU). Od té doby se počet států EU rozrostl na dvacet sedm, přičemž poslední expanze proběhla v roce 2013, kdy přistoupilo Chorvatsko. V roce 2020 proběhl odchod Velké Británie.
V současné době probíhají přístupová jednání s několika státy. Proces rozšiřování se někdy označuje jako evropská integrace. Tímto termínem se také označuje intenzifikace spolupráce mezi členskými státy EU, protože národní vlády umožňují postupnou harmonizaci vnitrostátních zákonů.
Pro vstup do Evropské unie musí stát splňovat ekonomické a politické podmínky zvané jako kodaňská kritéria (pojmenováno po kodaňském summitu v červnu 1993), která vyžadují stabilní demokratickou vládu, která respektuje právní stát a odpovídající svobody a instituce. Podle Maastrichtské smlouvy musí s jakýmkoli rozšířením souhlasit každý členský stát a Evropský parlament.
Současná agenda rozšíření Evropské unie se týká Turecka a západního Balkánu. Turecko je dlouhodobým žadatelem o vstup do EU, ale očekává se, že jednání budou trvat ještě mnoho let. Co se týče států západního Balkánu, EU se zavázala, že je zahrne do svých řad po skončení jejich občanských válek: zatím do EU vstoupily dva státy, tři jsou kandidátské, jeden se přihlásil o členství a ostatní mají předvstupní dohody.
V Evropě však existují i další státy, které se buď ucházejí o členství, nebo by se o něj mohly potenciálně ucházet, pokud by se změnila jejich současná zahraniční politika. Nejsou však formálně součástí aktuální agendy, která je již zpožděna kvůli dvoustranným sporům na Balkáně a obtížím s úplnou implementací acquis communautaire (právní řád EU).
Proces přistoupení v dnešní době následuje řadu formálních kroků, od předvstupní dohody až po ratifikaci konečné smlouvy o přistoupení. Těmto krokům primárně předsedá Evropská komise (komisař pro rozšíření a GŘ pro rozšíření), ale skutečná jednání jsou technicky vedena mezi členskými státy Unie a kandidátskou zemí.
Než země požádá o členství, obvykle podepíše asociační dohodu, která jí pomůže připravit se na kandidaturu a případné členství. Většina zemí nesplňuje kritéria, která jsou potřebná k tomu, aby mohla zahájit jednání ještě před podáním žádosti, takže je zapotřebí mnoho let, aby se na tento proces připravily. Právě na tento první krok je pomáhá připravit asociační dohoda.
Pokud země oficiálně požádá o členství, Rada požádá Komisi, aby připravila stanovisko k připravenosti země zahájit jednání. Rada poté může stanovisko Komise buď přijmout, nebo odmítnout (Rada pouze jednou zamítla stanovisko Komise a to ve chvíli, kdy Komise nedoporučila zahájit jednání s Řeckem).
Pokud Rada souhlasí se zahájením jednání, zahájí se proces prověřování. Komise a kandidátská země prozkoumají její zákony a zákony EU a určí, jaké jsou v nich rozdíly.
| Stát              | Postavení   | Dohoda o přidružení   | Podal žádost o členství | Status kandidáta  | Zahájení jednání | Prověřování dokončeno |
| ----------------- | ----------- | --------------------- | ----------------------- | ----------------- | ---------------- | --------------------- |
| Albánie           | Kandidát    | 12. června 2006 (PSP) | 28. dubna 2009          | 23. června 2014   | –                | –                     |
| Černá Hora        | Vyjednávání | 15. října 2007 (PSP)  | 15. prosince 2008       | 17. prosince 2010 | 29. června 2012  | –                     |
| Severní Makedonie | Kandidát    | 9. dubna 2001 (PSP)   | 22. března 2004         | 17. prosince 2005 | –                | –                     |
| Srbsko            | Vyjednávání | 29. dubna 2008 (PSP)  | 22. prosince 2009       | 1. března 2012    | 21. ledna 2014   | 21. ledna 2014        |
| Turecko           | Vyjednávání | 12. září 1963 (AD)    | 14. dubna 1987          | 12. prosince 1999 | 3. října 2005    | 13. října 2006        |

## Galerie pasů kandidátských zemí EU

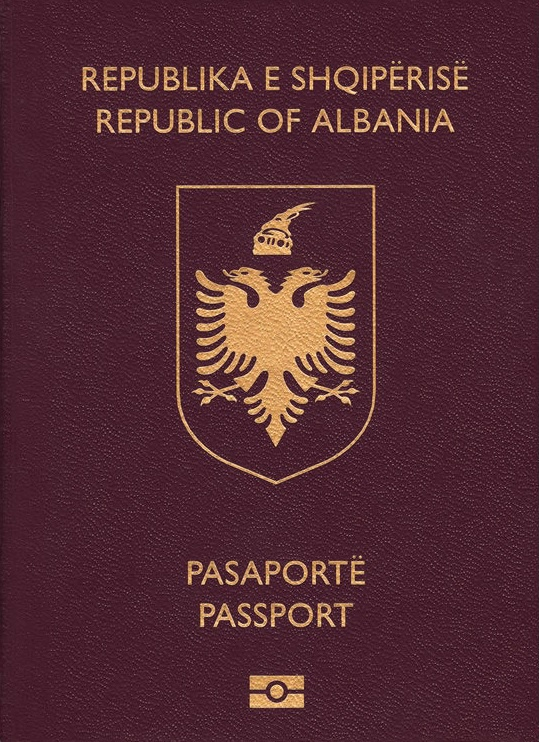
Albánský cestovní pas
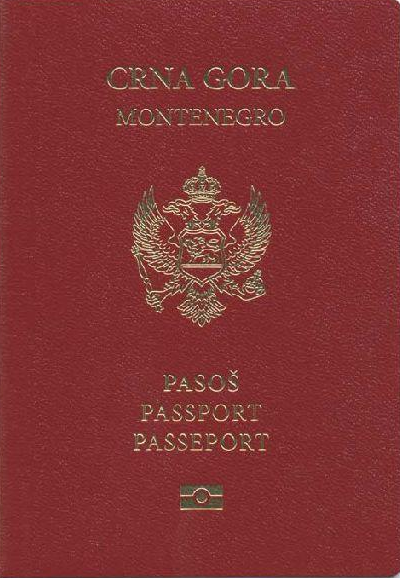
Černohorský cestovní pas
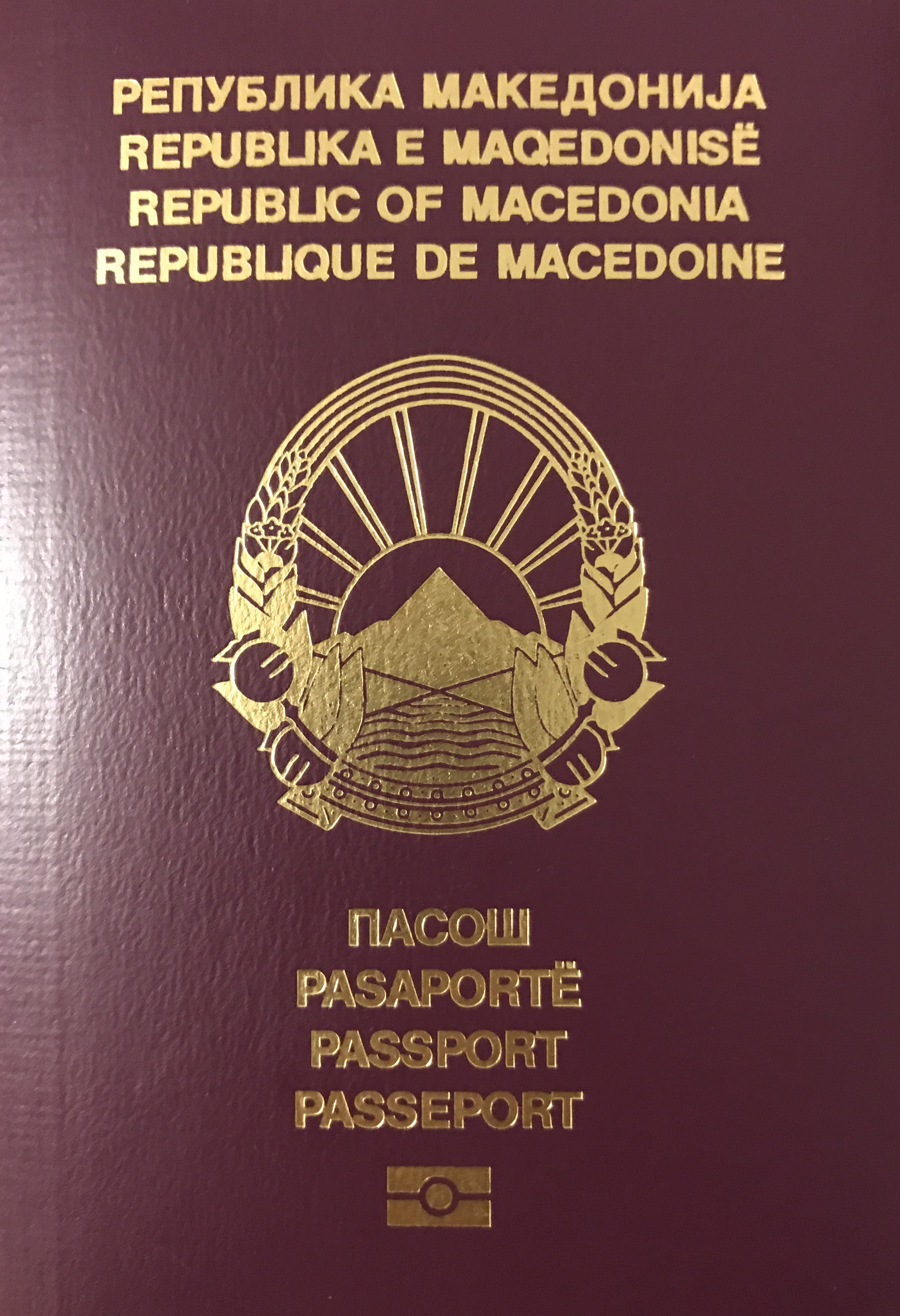
Severomakedonský cestovní pas
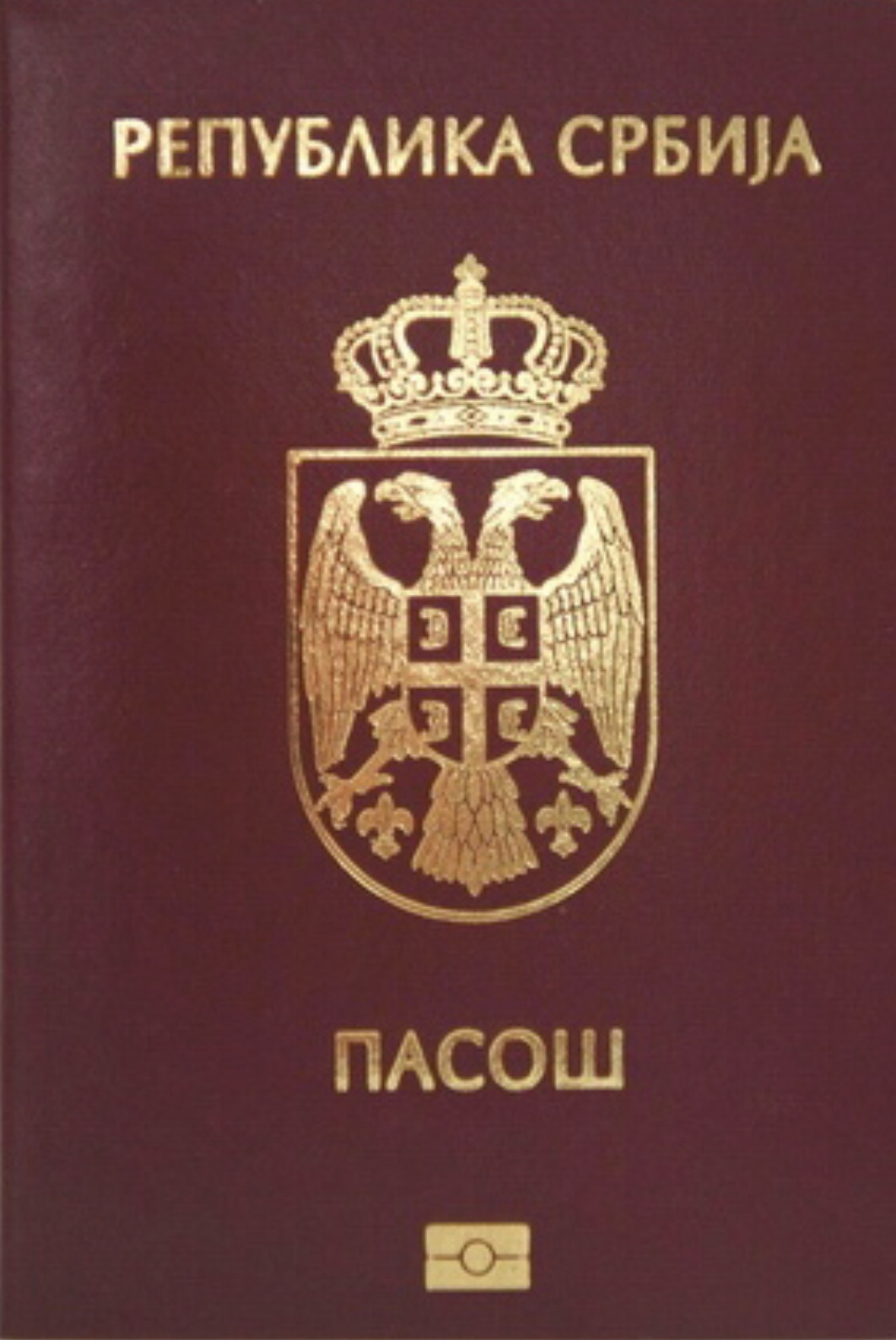
Srbský cestovní pas
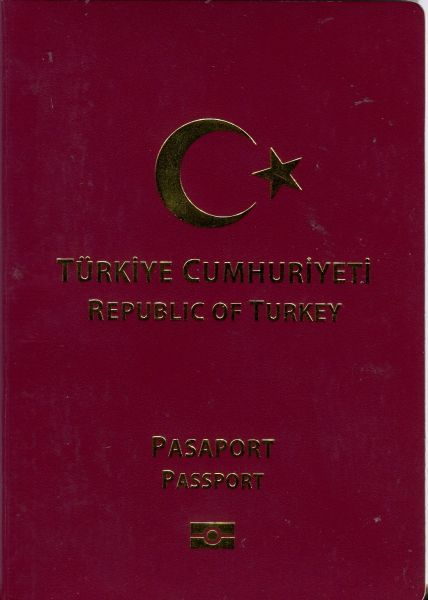
Turecký cestovní pas